# Сабіен Ліляй
Сабіен Ліляй (алб. Sabien Lilaj, нар. 10 лютого 1989, Корча) — албанський футболіст, півзахисник клубу «Скендербеу» і національної збірної Албанії.
Чотириразовий чемпіон Албанії. Чотириразовий володар Суперкубка Албанії. Володар Кубка Албанії. 

## Клубна кар'єра
У дорослому футболі дебютував 2008 року виступами за команду клубу «Тирана», в якій провів три сезони, взявши участь у 67 матчах чемпіонату.  Більшість часу, проведеного у складі «Тирани», був основним гравцем команди. За цей час виборов титул чемпіона Албанії, ставав володарем Суперкубка Албанії.
Своєю грою за цю команду привернув увагу представників тренерського штабу хорватської «Локомотиви», до складу якої приєднався 2011 року. Відіграв за загребських «локомотивів» наступний сезон своєї ігрової кар'єри, так й не ставши стабільним гравцем основного складу.
Влітку 2012 року повернувся на батьківщину, уклавши контракт зі «Скендербеу». В лютому 2016 року провів свій 100-ий матч за команду з Корчі в національномих чемпіонатах.

## Виступи за збірні
Протягом 2009–2010 років залучався до складу молодіжної збірної Албанії. На молодіжному рівні зіграв у 8 офіційних матчах.
2011 року дебютував в офіційних матчах у складі національної збірної Албанії. Наразі провів у формі головної команди країни 13 матчів.
| Дата       | Місто          | Господарі          | Результат | Гості   | Турнір            | Голи | Примітки |
| ---------- | -------------- | ------------------ | --------- | ------- | ----------------- | ---- | -------- |
| 7-10-2011  | Сен-Дені       | Франція            | 3 – 0     | Албанія | Відбір до ЧЄ 2012 | -    | 81'      |
| 11-10-2011 | Тирана         | Албанія            | 1 – 1     | Румунія | Відбір до ЧЄ 2012 | -    |          |
| 15-11-2011 | Прілеп         | Північна Македонія | 0 – 0     | Албанія | товариський матч  | -    | 84'      |
| 22-5-2012  | Мадрид         | Катар              | 1 – 2     | Албанія | товариський матч  | -    | 69'      |
| 27-5-2012  | Стамбул        | Албанія            | 1 – 0     | Іран    | товариський матч  | -    | 61'      |
| 14-11-2012 | Лансі          | Албанія            | 0 – 0     | Камерун | товариський матч  | -    | 46'      |
| 26-3-2013  | Тирана         | Албанія            | 4 – 1     | Литва   | товариський матч  | -    | 80' 81'  |
| 15-11-2013 | Анталья        | Білорусь           | 0 – 0     | Албанія | товариський матч  | -    |          |
| 31-5-2014  | Івердон-ле-Бен | Албанія            | 0 – 1     | Румунія | товариський матч  | -    | 65'      |
| 8-6-2014   | Серравалле     | Сан-Марино         | 0 – 3     | Албанія | товариський матч  | -    | 40' 46'  |
| 13-6-2015  | Ельбасан       | Албанія            | 1 – 0     | Франція | товариський матч  | -    | 72'      |
| 13-11-2015 | Приштина       | Косово             | 2 – 2     | Албанія | товариський матч  | -    | 77'      |
| 16-11-2015 | Тирана         | Албанія            | 2 – 2     | Грузія  | товариський матч  | -    |          |
| Усього     |                | Матчів             | 13        |         | Голів             | 0    |          |

## Титули і досягнення
- Чемпіон Албанії (6):

«Тирана»:  2008-09
«Скендербеу»:  2012-13, 2013-14, 2014-15, 2015-16, 2017-18
- Володар Суперкубка Албанії (4):

«Тирана»:  2009, 2011
«Скендербеу»:  2013, 2014
- Володар Кубка Албанії (2):

«Тирана»:  2010-11
«Скендербеу»:  2017-18
- Володар Кубка Азербайджану (1):

«Габала»: 2018-19
- Володар Суперкубка Косова (1):

«Приштина»: 2020
- Чемпіон Косова (1):

«Приштина»: 2020-21